# Imagens do Dia

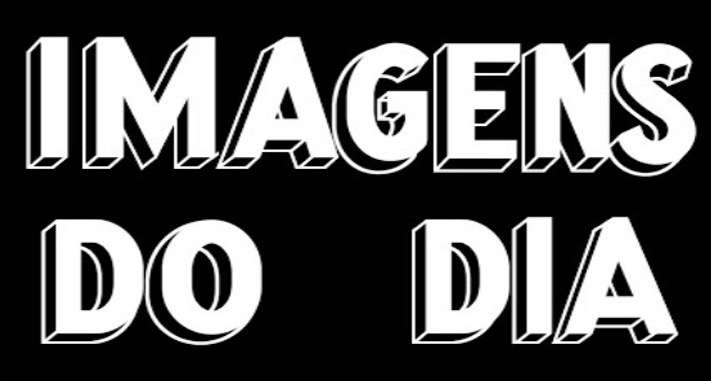
Logotipo do telejornal

Imagens do Dia foi o primeiro telejornal a ser exibido no Brasil. Estreou em 28 de setembro de 1950 na Rede Tupi, indo ao ar entre as 21h30 e 22h00 e terminou até 18 de setembro de 1968. Seu formato era composto por pequenas reportagens filmadas, igual os jornais cinematográficos da época, de produção conjunta de Paulo Salomão e Júlio Kurkjian. Suas primeiras edições prestavam especial atenção à campanha eleitoral de 1950, que seria realizada a 3 de outubro. Por vezes no seu início era seguido por desenhos animados, cujos nomes não constavam na programação nos jornais.(p237-238)